# Жарко Марковић (фудбалер)
Жарко Марковић (Београд, 28. јануара 1987) српски је фудбалер.